# Statuette der Aphrodite (NAMA 2585)

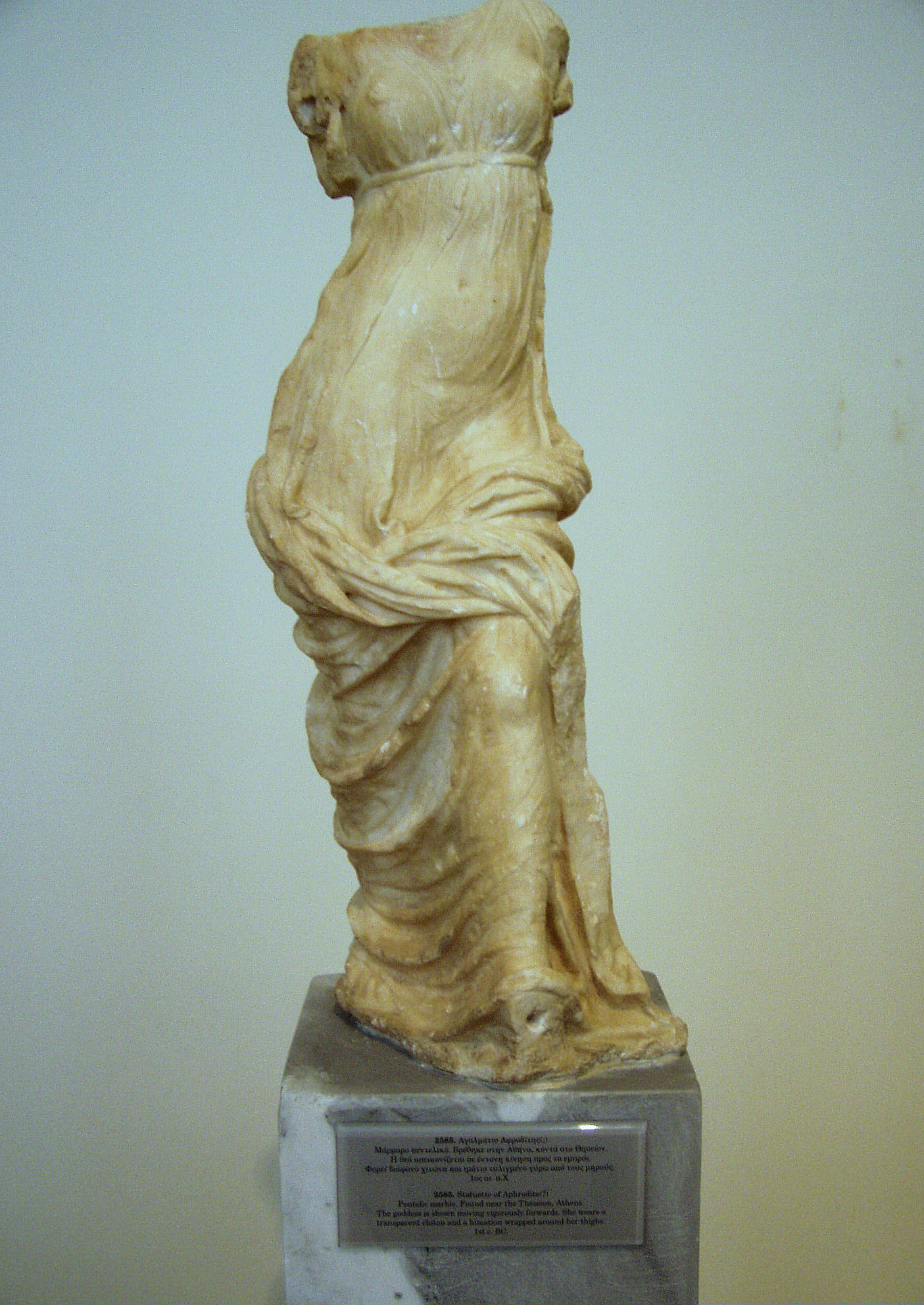
Die Statue in ihrer aktuellen Aufstellung in Athen

Die Statuette der Aphrodite im Archäologischen Nationalmuseum Athen (NAMA) mit der Inventarnummer 2585 ist eine hellenistische Statue der Göttin Aphrodite, die im 1. Jahrhundert v. Chr. geschaffen wurde.
Die Statuette aus pentelischem Marmor, die wohl die Göttin Aphrodite zeigt, wurde 1904 in der Nähe des Theseions in Athen gefunden. Sie hat eine Höhe von 64 Zentimetern, was jedoch aufgrund des fehlenden Kopfes nicht die gesamte Originalgröße darstellt. Auch die Arme und der linke Fuß und ein Teil des Mantels sind nicht erhalten. Hinzu kommen weitere Bestoßungen vor allem der Gewandfalten. Die Figur wird in der Bewegung nach vorn auf den Betrachter hin gezeigt. Der linke Fuß schreitet nach vorne aus, der rechte Fuß befindet sich hinter dem Körperschwerpunkt, trägt das Gewicht und stößt den Körper voran. Damit wird ein deutlicher Kontrapost geschaffen. Der Mantel, das Himation, ist weit über die Hüften nach unten gerutscht und beginnt aufgrund seiner engen Falten langsam den Gang der Göttin zu behindern. Unter dem Mantel trägt sie einen Ärmellosen Chiton, der mit einem Seil direkt unter den Brüsten gegürtet ist. Das dünne Gewand betont die weibliche Figur eher, als dass es sie verdeckt. Aufgrund stilistischer Vergleiche wurde die Statuette ins 1. Jahrhundert v. Chr. datiert.